# Sentencje Focylidesa
Sentencje Focylidesa (gr. Fokylidou gnomai), Pseudo-Focylides – apokryficzny utwór starotestamentalny o charakterze mądrościowym, powstały prawdopodobnie w Egipcie w I bądź II w.
Rzekomym autorem utworu był żyjący w VI w. p.n.e. Focylides z Miletu, autor kilkudziesięciu sentencji. W rzeczywistości tekst powstał kilka stuleci później, a jego autorem był prawdopodobnie grecki prozelita bądź znający grecką kulturę Żyd. Znał on twórczość perypatetyków, stoików i cyników, a także Stary Testament, w szczególności Torę i Księgę Przysłów. Z tych tekstów wydobył myśli dotyczące moralności, które ostatecznie złożyły się na poemat dydaktyczny. W poemacie znajduje się 230 pouczeń moralnych i przysłów.
Poemat był popularny w starożytności, stąd też zachowało się wiele rękopisów greckich z jego tekstem. Alternatywne tytuły utworu to Poezja użyteczna filozofa Focylidesa oraz Poemat pouczający. Fragment utworu został włączony do Wyroczni sybillińskich.